# Nocera Superiore (stacja kolejowa)
Nocera Superiore – stacja kolejowa w Nocera Superiore, w regionie Kampania, we Włoszech. Znajdują się tu 2 perony.